# Giải của Hội phê bình phim online cho phim tài liệu hay nhất
Giải của Hội phê bình phim online cho phim tài liệu hay nhất là một trong các giải của Hội phê bình phim online dành cho phim tài liệu được bầu chọn là xuất sắc nhất.
Dưới đây là danh sách các phim đoạt giải:
- 1997: Four Little Girls
- 1998: The Big One
- 1999: Buena Vista Social Club
- 2000: The Filth and the Fury
- 2001: Startup.com
- 2002: Bowling for Columbine
- 2003: Capturing the Friedmans
- 2004: Fahrenheit 9/11
- 2005: Grizzly Man
- 2006: An Inconvenient Truth
- 2007: The King of Kong: A Fistful of Quarters
- 2008: Man on Wire

Bản mẫu:Online Film Critics Society Awards